# Trentepohlia (Mongoma) platyleuca
Trentepohlia (Mongoma) platyleuca is een tweevleugelige uit de familie steltmuggen (Limoniidae). De soort komt voor in het Oriëntaals gebied.